# Thymelaea sempervirens
Espèce
Thymelaea sempervirens est une espèce de plantes à fleurs de la famille des Thymelaeaceae endémique de la Tunisie.